# Macromia pacifica
Macromia pacifica är en trollsländeart som beskrevs av Hagen 1861. Macromia pacifica ingår i släktet Macromia och familjen skimmertrollsländor. Inga underarter finns listade i Catalogue of Life.